# Grafana
Grafana est une plateforme de représentation graphique de données statistiques libre de droit, lancée en 2013. Conçue comme une application web, elle offre la possibilité de concevoir des tableaux de bord dynamiques et modulables, en y intégrant des graphiques issus de différentes sources de données.
Grafana est souvent utilisé avec les bases de données temporelles telles que Graphite (en), InfluxDB et OpenTSDB à des fins de supervision informatique.

## Description
Grafana est un logiciel multiplateforme sous licence GNU Affero General Public License Version 3 (anciennement sous  licence Apache 2.0 avant avril 2021). Il s'appuie sur un stockage dans une base de données. Il  peut être déployé avec Docker. Il est écrit en Go et dispose d’une API HTTP complète.
Outre la gestion des tableaux de bord classique (ajouts, suppression, favoris), Grafana propose le partage d'un tableau de bord actuel en créant un lien ou en créant un instantané statique de celui-ci.
Tous les tableaux de bord et toutes les sources de données sont liés à une organisation et les utilisateurs de l'application sont liés aux organisations via des rôles.
Grafana empêche les utilisateurs d’écraser accidentellement un tableau de bord. Une protection similaire existe lors de la création d'un nouveau tableau de bord dont le nom existe déjà.
L'outil offre la possibilité de mettre en place des alertes.
Wikipédia utilise Grafana (via Wikimédia). Aussi, Wikimédia donne libre accès à ses statistiques : https://grafana.wikimedia.org/.